# Mialitiana Clerc
Pour les articles homonymes, voir Clerc.
Mialitiana Clerc, née le 16 novembre 2001 à Ambohitrimanjaka à Madagascar, est une skieuse alpine franco-malgache, connue pour être la première femme à représenter Madagascar aux Jeux olympiques d'hiver.

## Carrière
Première femme à représenter Madagascar aux Jeux olympiques d'hiver, Mialitiana Clerc est née à Madagascar, et a été adoptée à l'âge d'un an par une famille française installée en Haute-Savoie où elle apprit à skier,. Elle skie à Flaine et aux Carroz d'Arâches et dispose d'une licence au ski-club d'Annemasse. Elle se voit proposer de rejoindre le groupe d'élite du comité de Haute-Savoie, mais décide finalement de concourir sous les couleurs de Madagascar.
Elle est porte-drapeau à la cérémonie d'ouverture des Jeux olympiques d'hiver de 2018. Elle est d'ailleurs la seule athlète de la délégation de son pays, et une des plus jeunes portes-drapeaux de l'histoire des Jeux olympiques d'hiver, à 16 ans et quelques mois. Pour ses premiers jeux, Mialitiana Clerc termine 48e du slalom géant à près de 19 secondes (18,98 exactement) de la médaille d'or remportée par l'Américaine Mikaela Shiffrin et 47e du slalom à plus de 21 secondes (21,64 exactement) de la gagnante suédoise Frida Hansdotter.
Le 7 janvier 2021, elle se fracture le tibia péroné lors d'une course. Elle parvient tout de même à se qualifier pour représenter une nouvelle fois Madagascar aux Jeux olympiques d'hiver de Pékin en février 2022. Elle termine 41e du slalom géant à plus de 20 secondes (20,33) de la médaillée d'or, la Suédoise Sara Hector. En slalom, Mialitiana Clerc termine à la 41e place à 17,90 secondes de la médaille d'or remportée par la Slovaque Petra Vlhová.

## Résultats aux Jeux olympiques d'hiver

### Pyeongchang 2018
| Épreuves     | Manche 1 | Manche 1 | Manche 2 | Manche 2 | Total   | Total |
| Épreuves     | Temps    | Rang     | Temps    | Rang     | Temps   | Rang  |
| ------------ | -------- | -------- | -------- | -------- | ------- | ----- |
| Slalom géant | 1:21.82  | 55e      | 1:17.18  | 47e      | 2:39.00 | 48e   |
| Slalom       | 1:01.24  | 53e      | 59.03    | 48e      | 2:00.27 | 47e   |

### Pékin 2022
| Épreuves     | Manche 1 | Manche 1 | Manche 2 | Manche 2 | Total   | Total |
| Épreuves     | Temps    | Rang     | Temps    | Rang     | Temps   | Rang  |
| ------------ | -------- | -------- | -------- | -------- | ------- | ----- |
| Slalom géant | 1:08.71  | 52e      | 1:07.31  | 42e      | 2:16.02 | 41e   |
| Slalom       | 1:02.22  | 51e      | 1:00.66  | 43e      | 2:02.88 | 43e   |